# Els Abeuradors
Els Abeuradors és un indret del municipi d'Ordis (Alt Empordà) situat a l'oest del terme municipal, al límit amb el terme de Navata, en una extensa plana agrícola amb conreus de cereals i farratges. Al nord de l'indret hi ha els boscos dels Abeuradors.